# جیشانگ
جیشانگ (به لاتین: Jiaxing) یک شهر مرکزی در جمهوری خلق چین است که در چجیانگ واقع شده‌است.

## خصوصیات
جیشانگ ۴٬۰۰۸٫۷۶ کیلومترمربع مساحت و ۴٬۵۰۱٬۶۵۷ نفر جمعیت دارد.

## خواهرخوانده
شهرهای هاله و Bunbury خواهرخوانده‌های جیشانگ هستند.